# Ledamöter av Europaparlamentet från Luxemburg 2009–2014
Ledamöter av Europaparlamentet från Luxemburg 2009–2014 förtecknar ledamöter som representerar Luxemburg i Europaparlamentet under mandatperioden 2009–2014. Luxemburg hade denna mandatperiod sex mandat .
| Namn            | Luxemburgskt parti           | Grupp i Europaparlamentet | Bild | Kommentar                    |
| --------------- | ---------------------------- | ------------------------- | ---- | ---------------------------- |
| Georges Bach    | Kristsociala folkpartiet     | EPP                       |      | Ersättare för Viviane Reding |
| Frank Engel     | Kristsociala folkpartiet     | EPP                       |      |                              |
| Robert Goebbels | Socialistiska arbetarpartiet | S&D                       |      |                              |
| Charles Goerens | Demokratiska partiet         | ALDE                      |      |                              |
| Astrid Lulling  | Kristsociala folkpartiet     | EPP                       |      |                              |
| Claude Turmes   | Déi Gréng                    | De gröna/EFA              |      |                              |

## Partifördelning
| Nationellt parti             | Grupp i Europaparlamentet | Mandat |
| ---------------------------- | ------------------------- | ------ |
| Kristsociala folkpartiet     | EPP                       | 3      |
| Socialistiska arbetarpartiet | S&D                       | 1      |
| Demokratiska partiet         | ALDE                      | 1      |
| Déi Gréng                    | De gröna/EFA              | 1      |